# ピルグリム・ファーザーズ

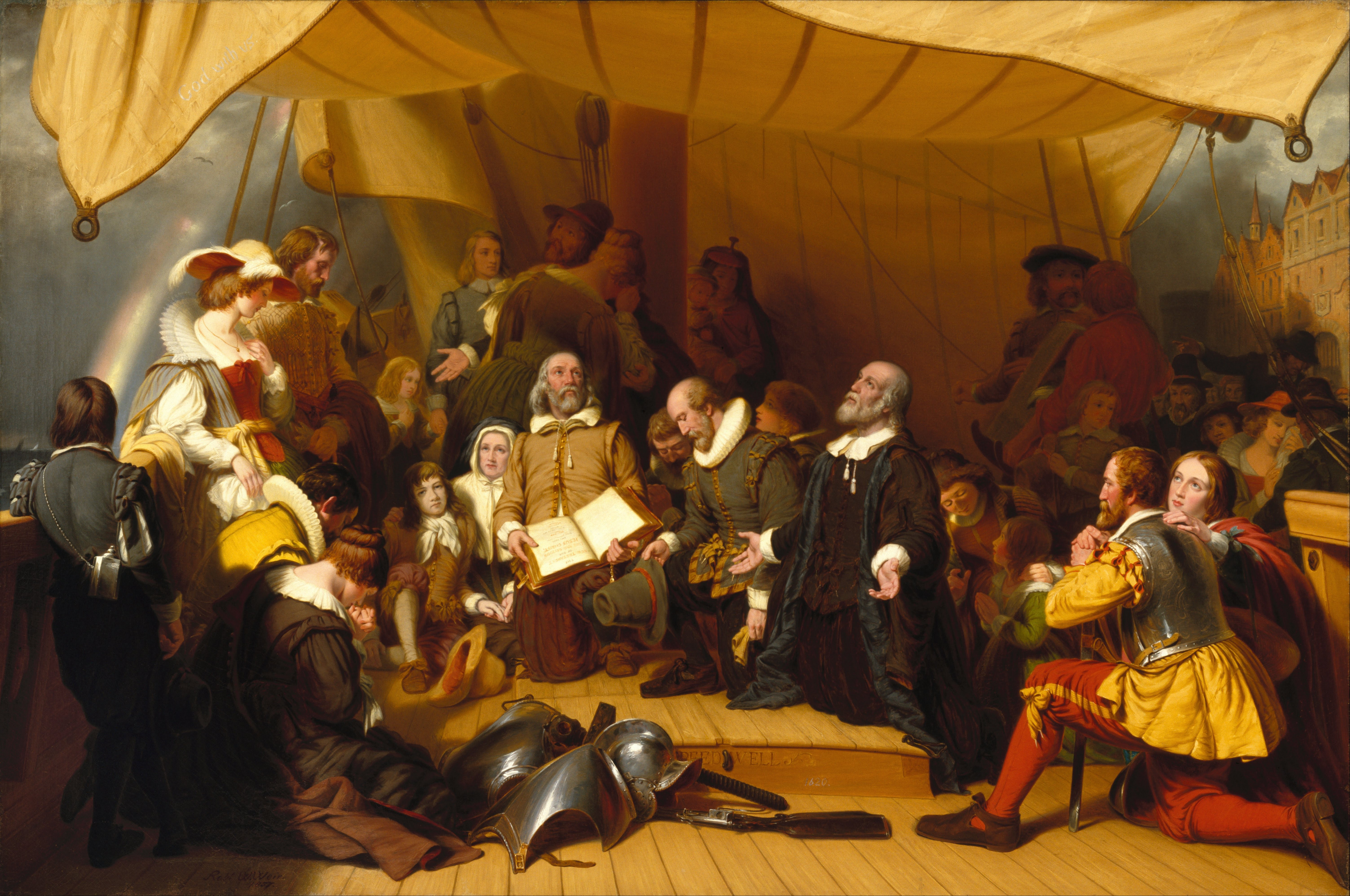
「ピルグリム・ファーザーズの乗船（The Embarkation of the Pilgrims）」 ロバート・ウォルター・ウィアー（1857）による。

ピルグリム・ファーザーズ（Pilgrim Fathers）は、イングランド王兼スコットランド王ジェームズ1世による弾圧を恐れてメイフラワー号に乗り、アメリカに渡ったイングランド（イギリス）のピューリタン（清教徒）たちである。「Pilgrims」は「巡礼始祖」の意味。

## 経緯

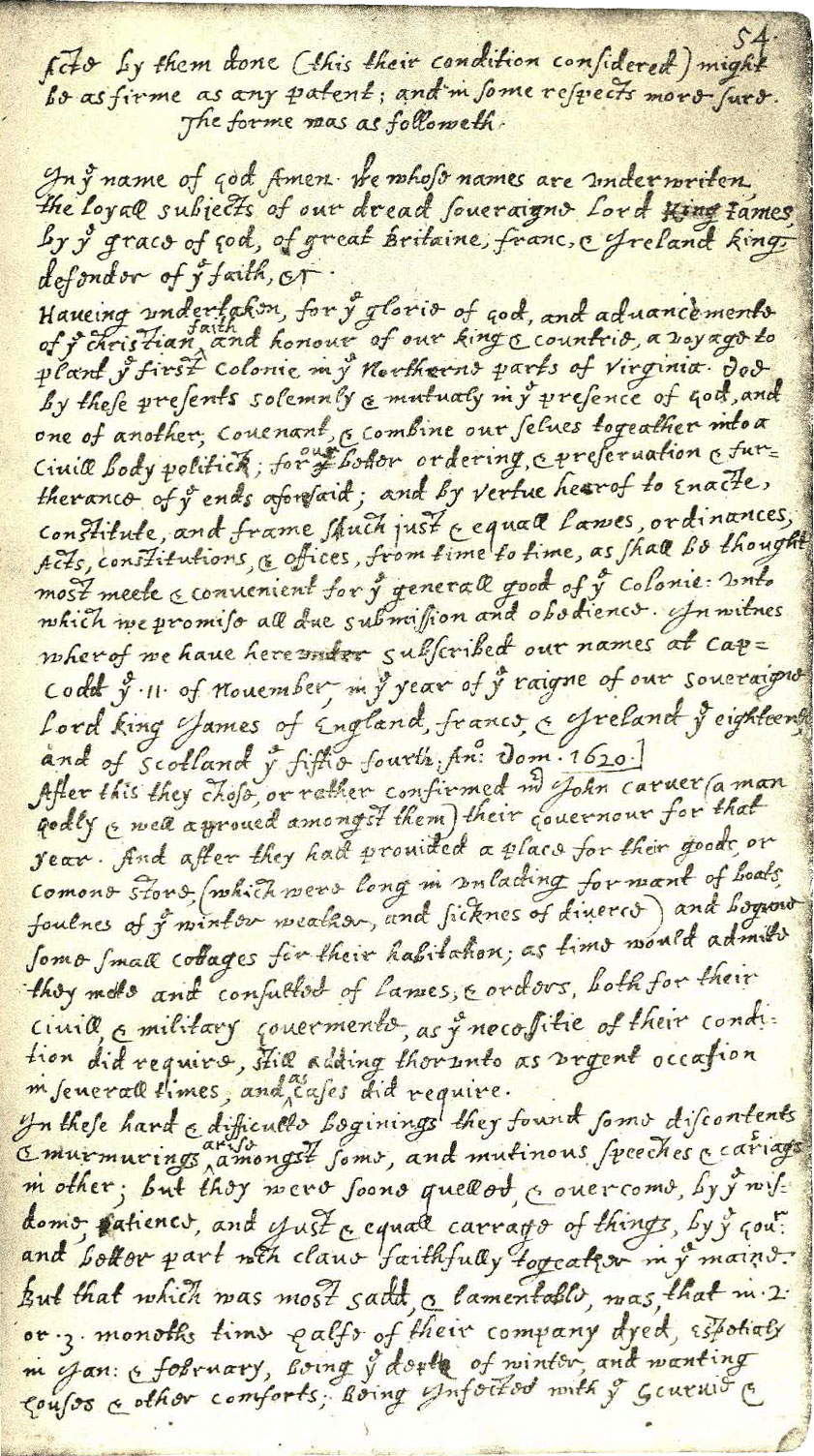
ウィリアム・ブラッドフォードの直筆日記。神の名のもと社会契約に則る旨となっている

16世紀、イングランド女王エリザベス1世がイングランド国教会を確立したが、17世紀にかけて、教会の改革を主張する清教徒が勢力を持つようになり、特に国教会からの分離を求めるグループは分離派と呼ばれ、弾圧を受けていた。
この為、信仰の自由を求めた清教徒を含む102人がメイフラワー号に乗ってアメリカに渡った。メイフラワー号船上での「メイフラワー誓約（右図）」は社会契約説に基づくものとして知られる。1620年11月に北アメリカ大陸に到着したピルグリム・ファーザーズは、キリスト教徒にとって理想的な社会を建設することをめざした。
彼らの上陸地は、1614年にジョン・スミスが発表した地図で「ニュー・プリマス」と名付けられた地域だった。入植当初の状況は厳しく、イギリスから持ってきた野菜や小麦は収穫にとぼしかったため、翌1621年の4月までに半数程が病死した。ピルグリム・ファーザーズが上陸した土地には先住民インディアンのワンパノアグ族が暮らしており、ピルグリム・ファーザーズに食糧や物資を援助した。ワンパノアグ族のスクアントはイギリスに連れられて行った経験があるため英語を知っており、ピルグリム・ファーザーズに狩猟やトウモロコシの栽培などを教えた。
1621年には収穫があったため、ピルグリム・ファーザーズは収穫を感謝する祝いにワンパノアグ族を招待した。祝宴は3日間におよび、料理が不足すると、ワンパノアグの酋長マサソイトは部族から追加の食料を運ばせた。この祝宴が感謝祭のもとになったと言われている。ニュー・プリマスはやがて、発展するニューイングランドの最初の植民地となった。

## インディアンとの対立
ワンパノアグ族の酋長マサソイトは、平和と友好を保つために1621年3月22日にピルグリムと条約を結ぶ。しかしピルグリムはワンパノアグ以外の多くの部族と敵対し、1622年にマサチューセッツ族の族長を殺害、1630年にマサチューセッツ族の土地への植民をはじめた。さらに1637年にはピクォート戦争でピクォート族500人を虐殺した。
ワンパノアグ族との関係もマサソイトの息子メタコメットの代になると悪化し、1675年から1676年までのフィリップ王戦争でピルグリムとインディアンの両方共に多くの犠牲者を出した。